# Krasiłów (stacja kolejowa)
Krasiłów (ukr. Красилів) – stacja kolejowa w miejscowości Krasiłów, w rejonie chmielnickim, w obwodzie chmielnickim, na Ukrainie. Położona jest na linii Szepetówka – Chmielnicki.
Stacja istniała w okresie międzywojennym.

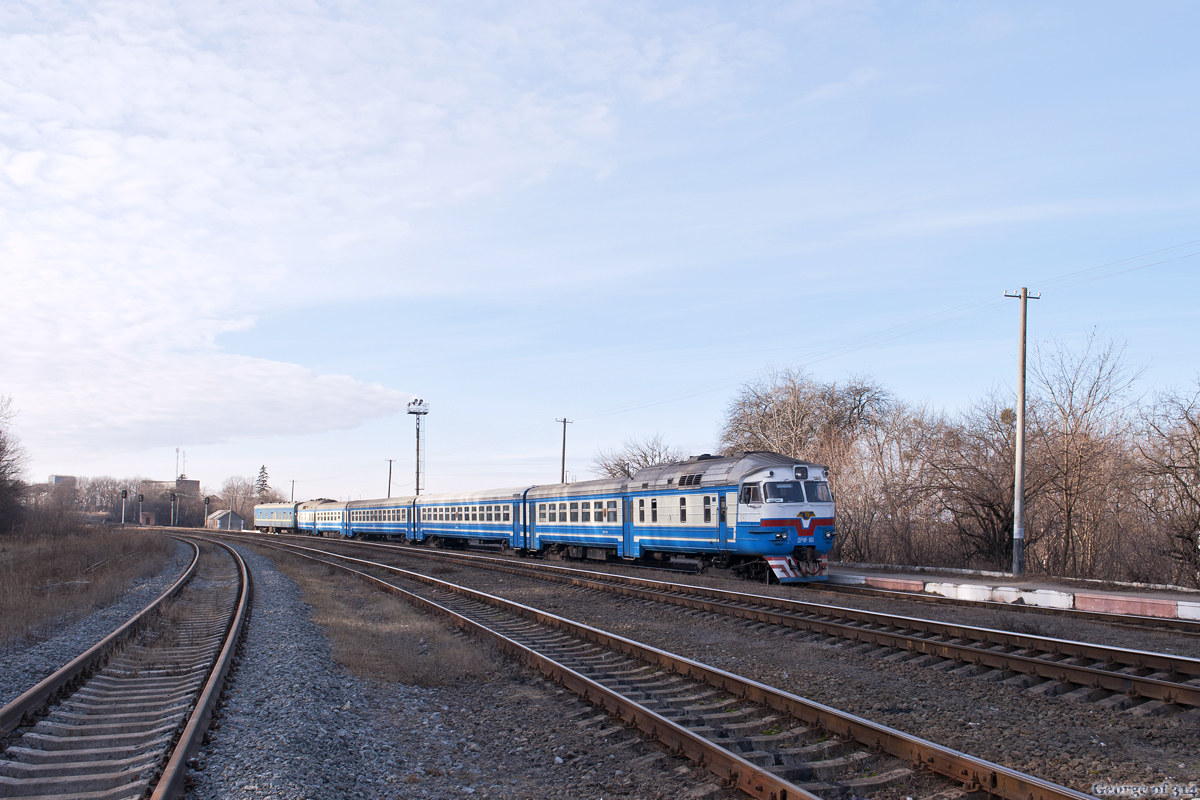
widok w stronę Greczan